# Comté de Sicile
Vous lisez un « bon article » labellisé en 2015.
1071–1130
Entités précédentes :
- Émirat de Sicile
- Zirides

Entités suivantes :
- Royaume de Sicile

Le comté de Sicile, appelé aussi Gran Contea, est un ancien État souverain normand multiethnique sous investiture papale, comprenant la Sicile et Malte. Il est créé en 1071 pour le duc normand Roger Ier de Sicile.
L'invasion de la Sicile et la création du comté de Sicile par les Normands s'inscrit dans un triple contexte. D'une part, il y a la présence en Italie du Sud de Normands ambitieux qui cherchent à se tailler des fiefs. D'autre part, la papauté veut diffuser le christianisme et reprendre des terres aux princes musulmans. Enfin, les Églises chrétiennes d'Occident et d'Orient issues du schisme de 1054 se disputent la région.
La création du Comté remonte à février 1061, lorsque Robert Guiscard traverse le détroit de Messine en partant de Reggio de Calabre pour accoster à Messine avec un millier d'hommes. Elle est entérinée en 1071 par décision papale. Toutefois, la  fin de conquête de la Sicile, qui marque  la fin de l'Émirat de Sicile, n'est achevée qu'en 1091 avec la prise de Noto et de Malte.
Durant sa brève existence, le comté est prospère et voit la création d'un important centre de traduction de la science grecque et de la mathématique arabe vers le latin. La noblesse qui dirige le pays est franque et normande. Elle réalise plusieurs édifices de style arabo-normand qui mêlent les architectures arabe, byzantine et normande. En ce qui concerne le droit, on assiste au même métissage puisque le droit normand subit l'influence de la loi islamique. D'une manière générale, les différentes communautés chrétiennes et musulmanes vivent en bonne entente.
Le comté disparaît en 1130, sous Roger II de Sicile. À cette date, celui-ci qui possède également le duché de Calabre et des Pouilles, est élevé au rang de roi de Sicile par l'antipape Anaclet II qui a besoin de son aide. Le royaume de Sicile devient alors une des plus grandes puissances de son temps, capable de rivaliser avec les républiques de Pise et de Venise.

## Géographie et territoire

### Territoire sous domination du comté de Sicile
Le territoire du comté de Sicile n'englobe à ses débuts que le nord et l'ouest de la Sicile. Il évolue pendant les deux premières décennies de son existence au fil de la lutte que mènent les comtes normands contre les Arabes de l'émirat de Sicile et atteint son apogée en 1091 lors de la victoire de Noto. Par la suite, le comté de Sicile comprend tout l'ancien émirat de Sicile, soit l'île de Sicile, plus l'île de Malte.
Le comté de Sicile a une superficie d'environ 26 148 km2 (la Sicile insulaire ayant une superficie de 25 832 km2 et Malte de 316 km2).

### Subdivisions administratives
Le territoire du comté de Sicile est subdivisé en quatre entités administratives qui restent pratiquement inchangées jusqu'en 1812 :
- l'île de Malte ;
- le Val di Mazara (Vallo di Mazara), avec pour chef-lieu Mazara del Vallo ;
- le Val di Noto, avec pour chef-lieu Noto ;
- le Val Demone, avec pour chef-lieu Demenna.

Les valli sont eux-mêmes divisés en comtés, baronnies, seigneuries ou en une des 42 cités domaniales siciliennes. Celles-ci sont, à l'époque de la domination normande de la Sicile, des villes relevant directement de l'administration de l’État et non d'un noble, d'un abbé ou d'un évêque. Chacune de ces cités envoie un représentant au Parlement sicilien,.

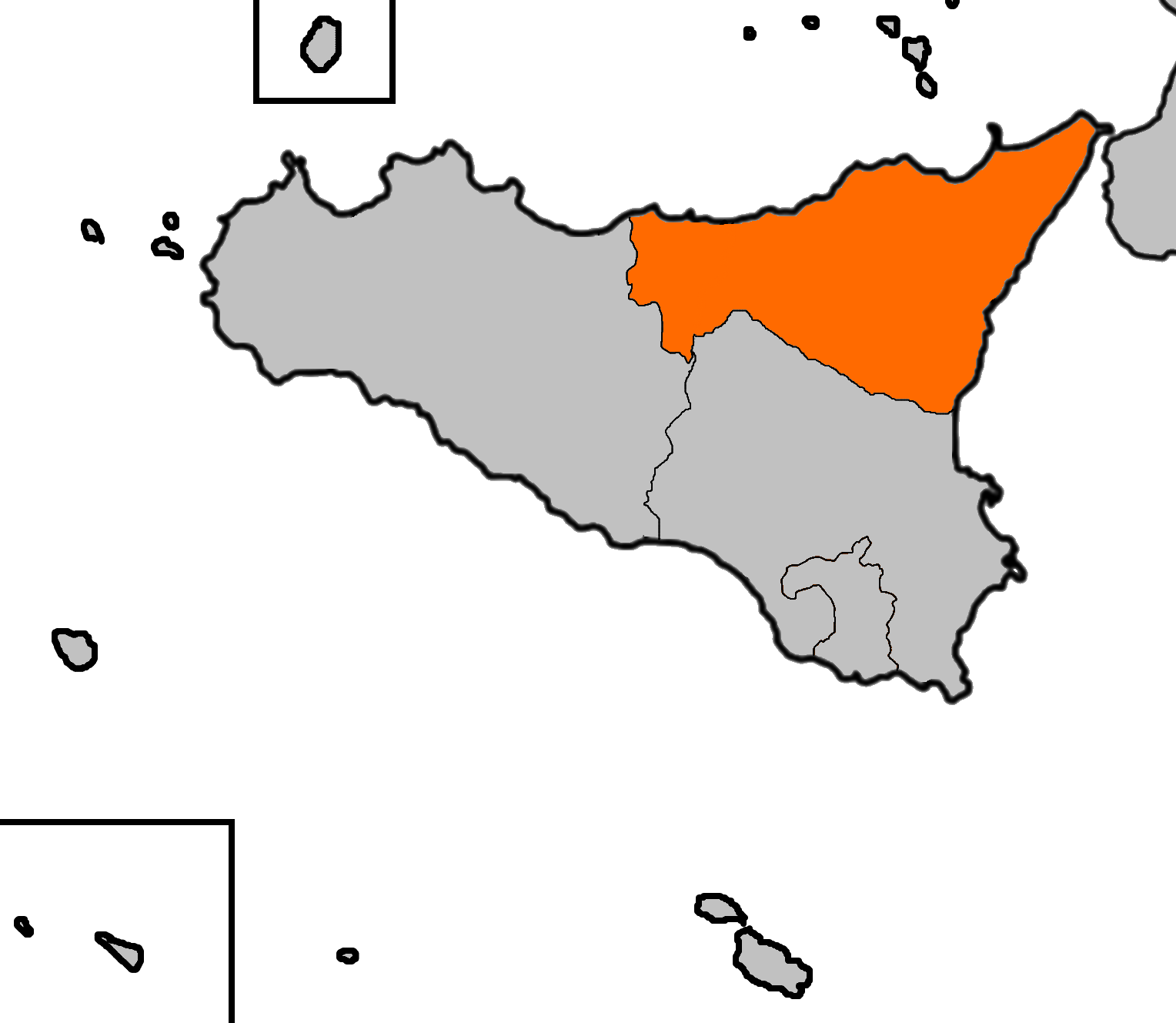
Val de Demenna
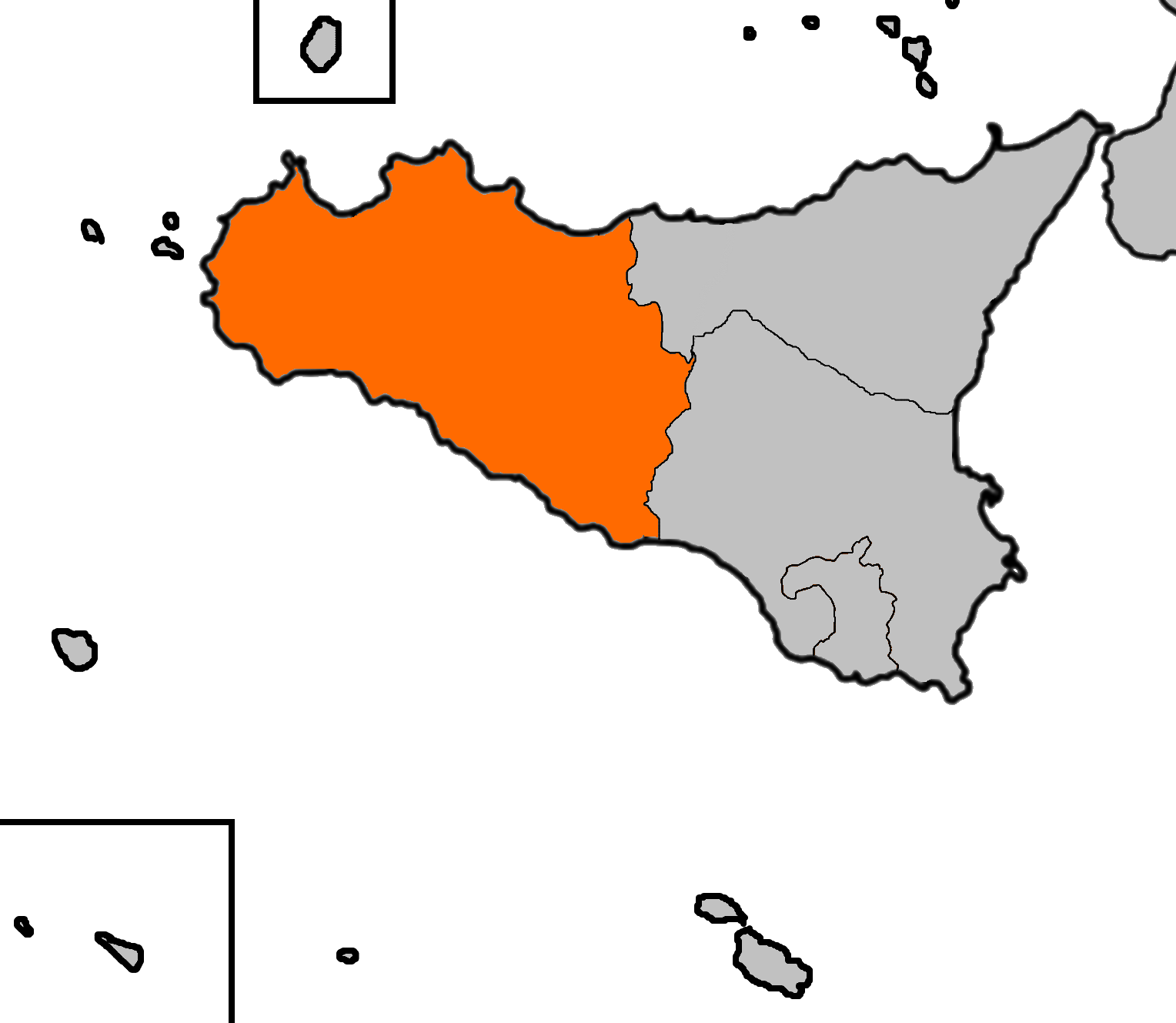
Val de Mazara
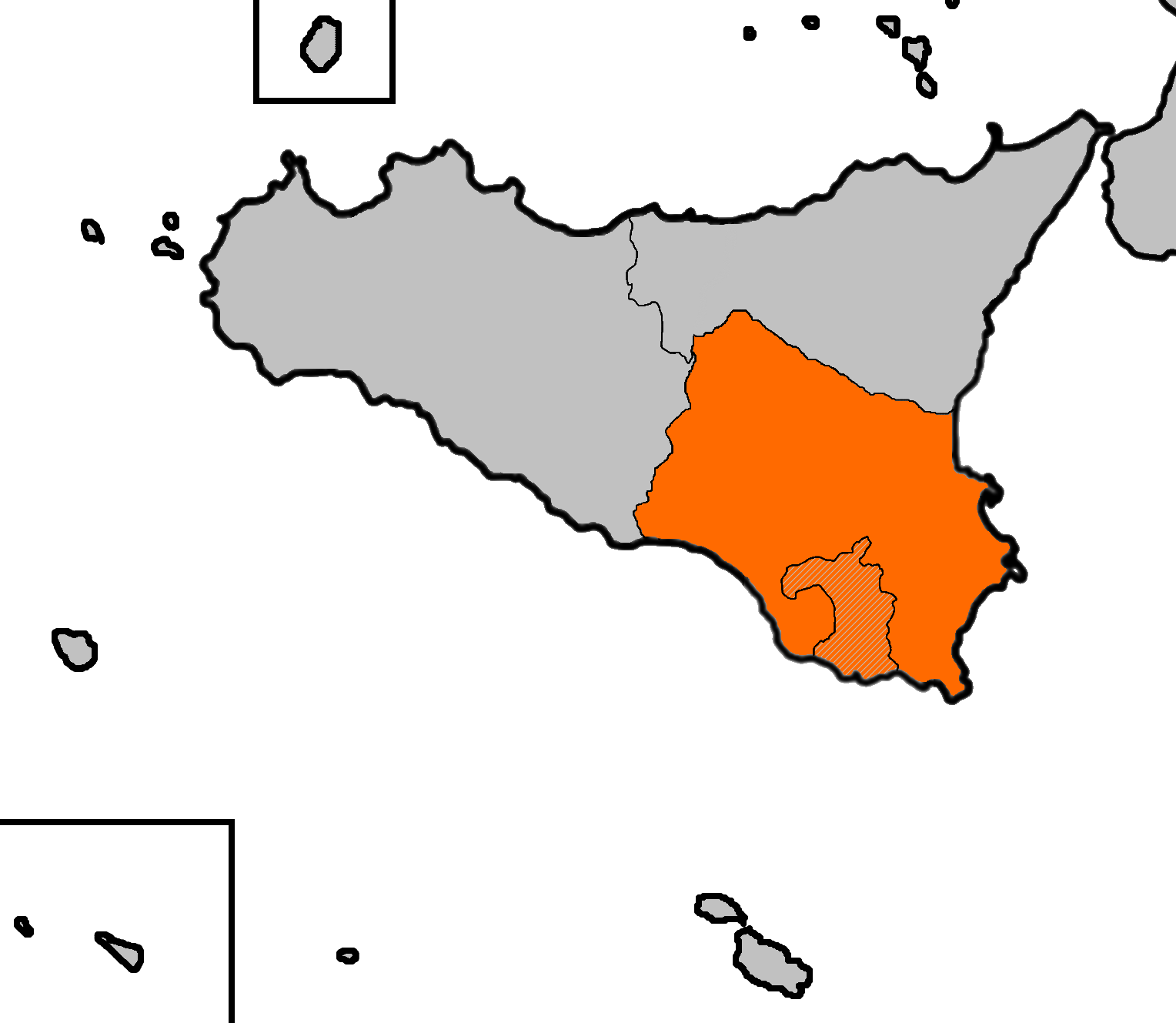
Val di Noto
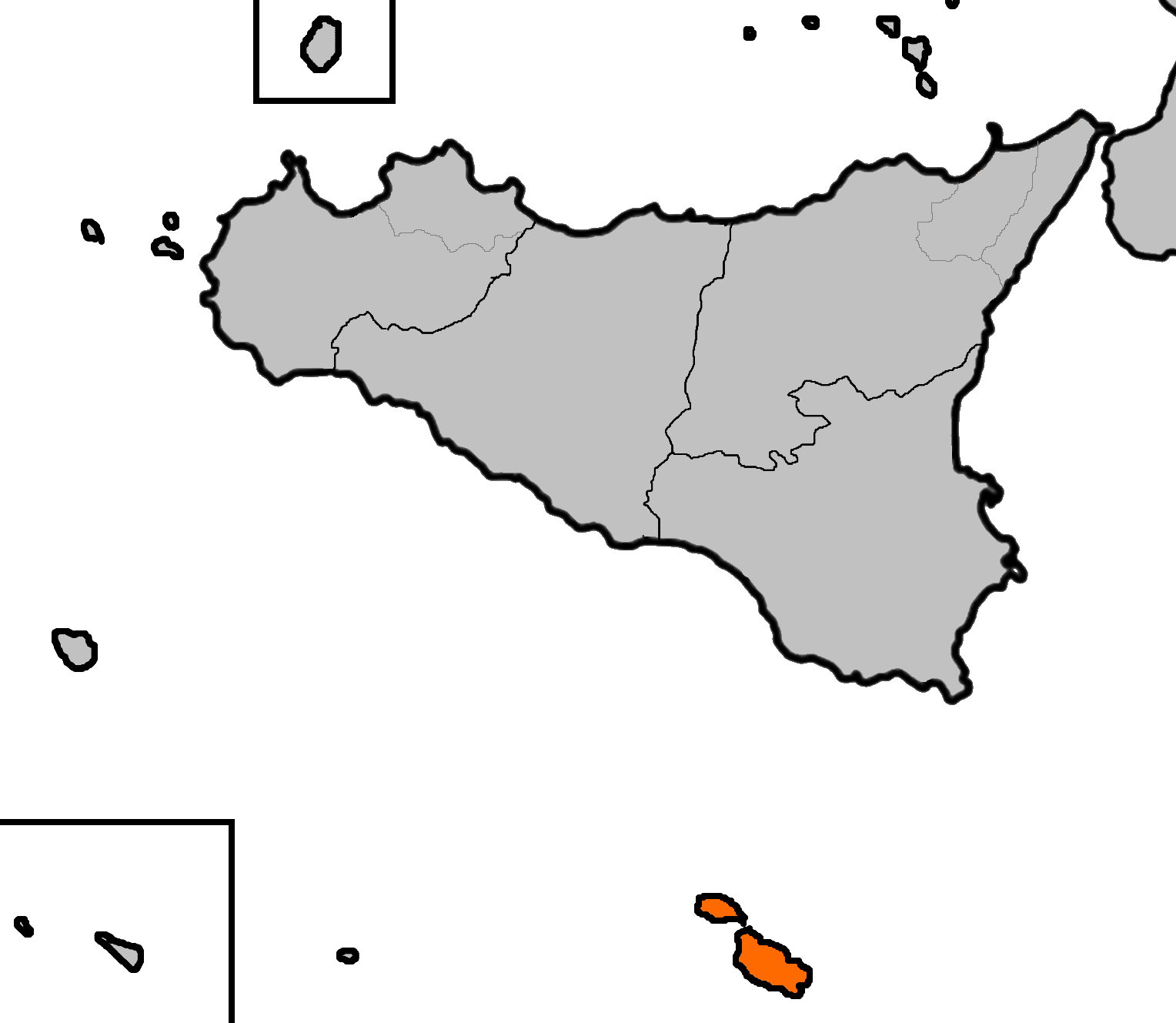
Île de Malte

## Histoire

### Situation des Normands en Italie méridionale avant la conquête de la Sicile musulmane

L'Italie en l'an mille

L'Italie et l'Illyrie en 1084

La conquête normande de l'Italie du Sud se fait progressivement par de petits seigneurs normands et n'est pas dirigée par le duc de Normandie. Elle commence en 999 lors de l'arrivée de pèlerins normands en Italie du Sud : de retour du Saint-Sépulcre à Jérusalem, ils s'arrêtent à Salerne en Calabre chez le Lombard Guaimar III d'où ils chassent les Sarrasins qui l’assiègent. Ce récit est appelé la Tradition de Salerne et est écrit pour la première fois par Aimé du Mont-Cassin dans la seconde moitié du XIe siècle.
L’immigration normande dans le Mezzogiorno n’a rien de massif, mais on estime qu'entre les années 1010 et les années 1120, il y a un flux constant de départs du duché de Normandie vers l’Italie du Sud et on a pu en évaluer le nombre à quelques centaines de Normands par an pendant un siècle environ.
Guillaume Bras-de-Fer et Guaimar IV entament la conquête de la Calabre en 1044, mais Guillaume est moins chanceux en Apulie, où, en 1045, il est défait près de Tarente. Avec la mort de Guillaume, la période du mercenariat normand se termine tandis qu'émergent deux grandes principautés normandes qui font allégeance au Saint-Empire romain : le comté d'Aversa, plus tard principauté de Capoue, et le comté d'Apulie, qui deviendra le duché d'Apulie.

### Situation arabe en Sicile

Les conquêtes de Georges Maniakès en Italie du Sud entre 1038 et 1040.
Empire byzantin
Conquête de Georges Maniakès
Duché de Bénévent
Duché d'Amalfi
Principauté de Capoue
Émirat de Sicile

Au moment de la conquête de la Sicile par les Normands, celle-ci est principalement occupée par des chrétiens sous domination arabe. La Sicile a été d'abord sous le contrôle des souverains aghlabides de 827 jusqu'en 909, bien que Malte soit restée en leur possession jusqu'en 1048, puis de la dynastie des Fatimides jusqu'en 948, date à laquelle les Kalbites prennent le pouvoir, qu'ils gardent jusqu'en 1053.
Depuis 1010, la situation politique en Sicile est très instable avec pour cause les guerres de succession que se livrent les membres de la famille kalbite. C'est dans ce contexte qu'en 1038 une armée byzantine, composée de Grecs et de 300 mercenaires normands, commandée par le général Georges Maniakès, tente de reprendre la Sicile aux musulmans. Elle prend un certain nombre de villes sur la côte orientale et Syracuse tombe en 1040, notamment grâce aux Hauteville, Guillaume Bras-de-Fer. Cependant, les Byzantins doivent se retirer en 1042.
Bien que l'île soit reprise par les musulmans, l’émir Hasan II as-Samsâm ibn Yûsuf doit la quitter en 1044, contesté de toutes parts par les princes locaux, les caïds, qui règnent alors en maîtres incontestés sur leurs territoires.
Après le départ en 1044 du dernier émir de la dynastie des Kalbites, la Sicile est divisée en quatre caïdats :
- caïdat de Trapani, Marsala, Mazara del Vallo et Sciacca, qui appartiennent à Abd Allâh ibn Mankûd (1044 - 1065) ;
- caïdat de Girgenti, Castrogiovanni et Castronuovo, qui appartiennent à Ali ibn Ni’ma ibn al-Hawwâs (1044 - 1065) ;
- caïdat de Palerme et de Catane, qui appartiennent à Ibn al-Maklatî (1044 - 1061) ;
- caïdat de Syracuse, qui appartient à Muhammad ibn Ibrâhim ath-Thumna (1044 - 1062)[12].

En 1065, le fils de l'émir ziride de l'Ifriqiya, Ayyûb ibn Tamîm, devient le maître d'à peu près toute la Sicile. En effet, il hérite en 1062 de Syracuse dont le maître avait été tué cette même année dans une bataille contre les Normands de Palerme et Catane, ainsi que des caïdats de Trapani et de Girgenti en 1065. En 1068, après le retrait d'Ayyûb, deux caïds se partagent ce qui reste de la Sicile musulmane. Ibn `Abbâd, appelé Benavert dans les chroniques occidentales, établit sa capitale à Syracuse. L'émir Hamud, quant à lui, règne à Castrogiovanni,.

### Invasion normande de la Sicile et création du comté

L'invasion normande de la Sicile

Le 23 août 1059, le synode de Melfi réunit les chefs normands qui jurent fidélité au pape Nicolas II. Celui-ci offre en échange le titre de duc de Sicile à Robert Guiscard, un Hauteville, en attendant qu'il prenne l'île aux Sarrasins. Robert Guiscard devient alors duc d'Apulie, de Calabre et de Sicile.

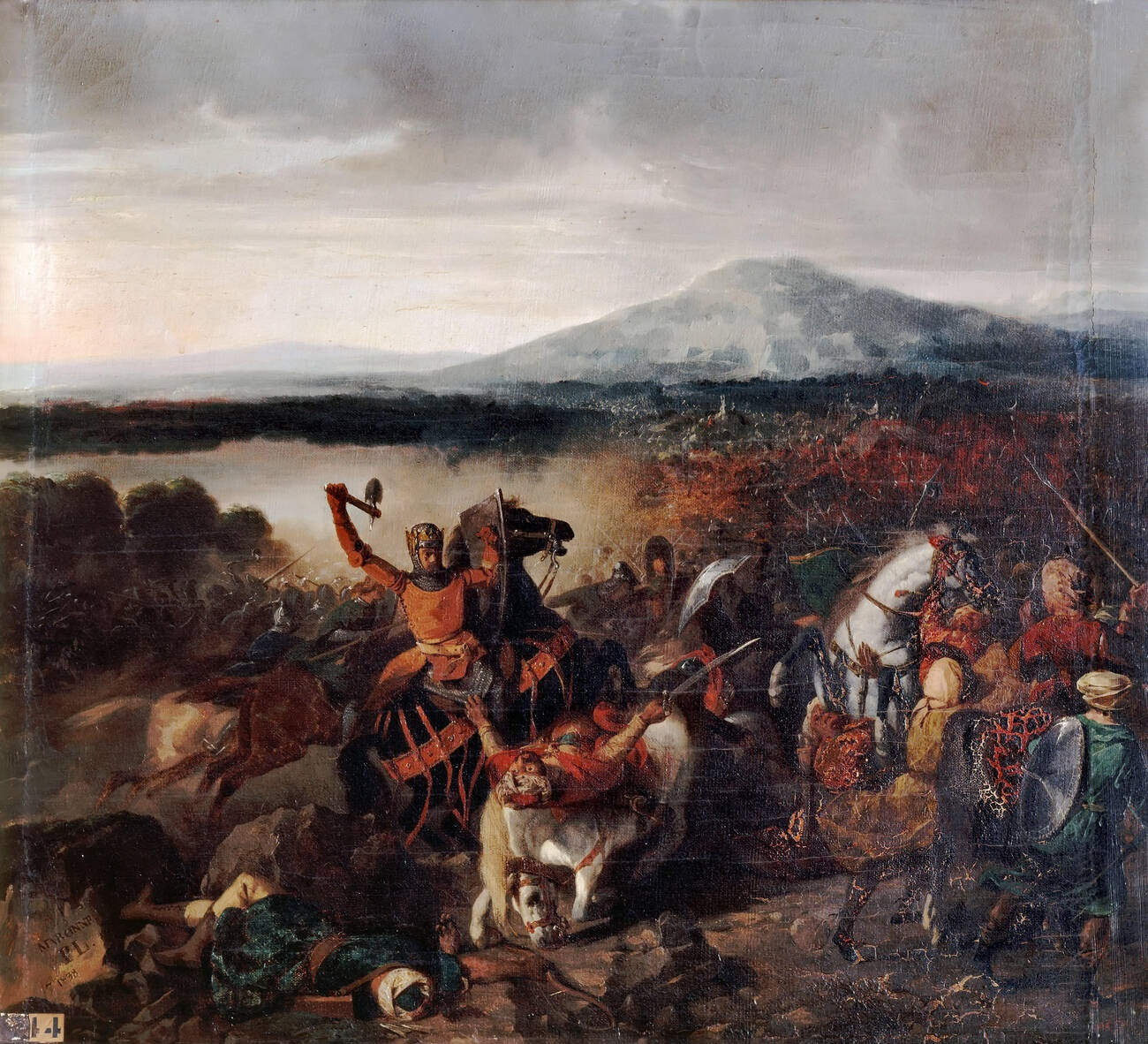
Roger Ier de Sicile à la bataille de Cerami en 1063, œuvre de Prosper Lafaye, Salles des Croisades du château de Versailles.

En février 1061, Robert Guiscard traverse le détroit de Messine en partant de Reggio de Calabre pour accoster à Messine avec un millier d'hommes et accompagné de son frère, le futur Roger Ier de Sicile. Roger passe le détroit en premier pendant la nuit et attaque les armées sarrasines dans la matinée. Quand les troupes de Robert Guiscard arrivent plus tard dans la journée, elles ne rencontrent aucune opposition et entrent dans une Messine abandonnée. Robert fortifie immédiatement la ville et s'allie avec l'émir Ibn at-Timnah contre leur rival commun Ibn al-Hawas. Robert, Roger et Ibn at-Timnah marchent ensuite vers le centre de l'île par la route de Rometta. Ils traversent le village de Frazzanò puis la Pianura di Maniace (Plaine de Maniakès), ne rencontrant de la résistance que lors de l'assaut de Centuripe. La ville de Paternò chute rapidement et Robert Guiscard continue avec son armée jusqu'à Castrogiovanni, la forteresse la plus puissante du centre de la Sicile. Son armée y est défaite et la citadelle ne tombe pas. L'hiver approchant, Robert Guiscard décide de retourner dans les Pouilles, mais avant de partir, il fait construire la forteresse de San Marco d'Alunzio.
En 1062, Roger de Sicile est nommé par son frère comte de Sicile et peut dès lors commencer au nom de la papauté la conquête de la Sicile et surtout s'y tailler un fief. Malgré la faiblesse numérique de son armée ou plutôt de sa bande, il commence alors à guerroyer dans l'île, quadrillée par de nombreuses forteresses musulmanes. Il tue dans une bataille le caïd de Syracuse de Palerme et de Catane, Muhammad ibn Ibrâhim ath-Thumna. Toujours en 1062, il combat à Troina où Roger est assiégé durant environ quatre mois dans des conditions très difficiles avec sa jeune femme Judith. L'année suivante, à la bataille de Cerami, une petite troupe de chevaliers et de fantassins normands défait une armée musulmane beaucoup plus nombreuse. Le récit de la bataille, par Geoffroi Malaterra, chroniqueur de la conquête des frères Robert Guiscard et Roger Ier de Sicile est un véritable panégyrique. Il relate ainsi 50 000 guerriers musulmans (dont 35 000 sont massacrés) face à 136 chevaliers normands et décrit lors de cette bataille l'apparition de Saint Georges en personne sur un cheval blanc et chargeant l'ennemi.

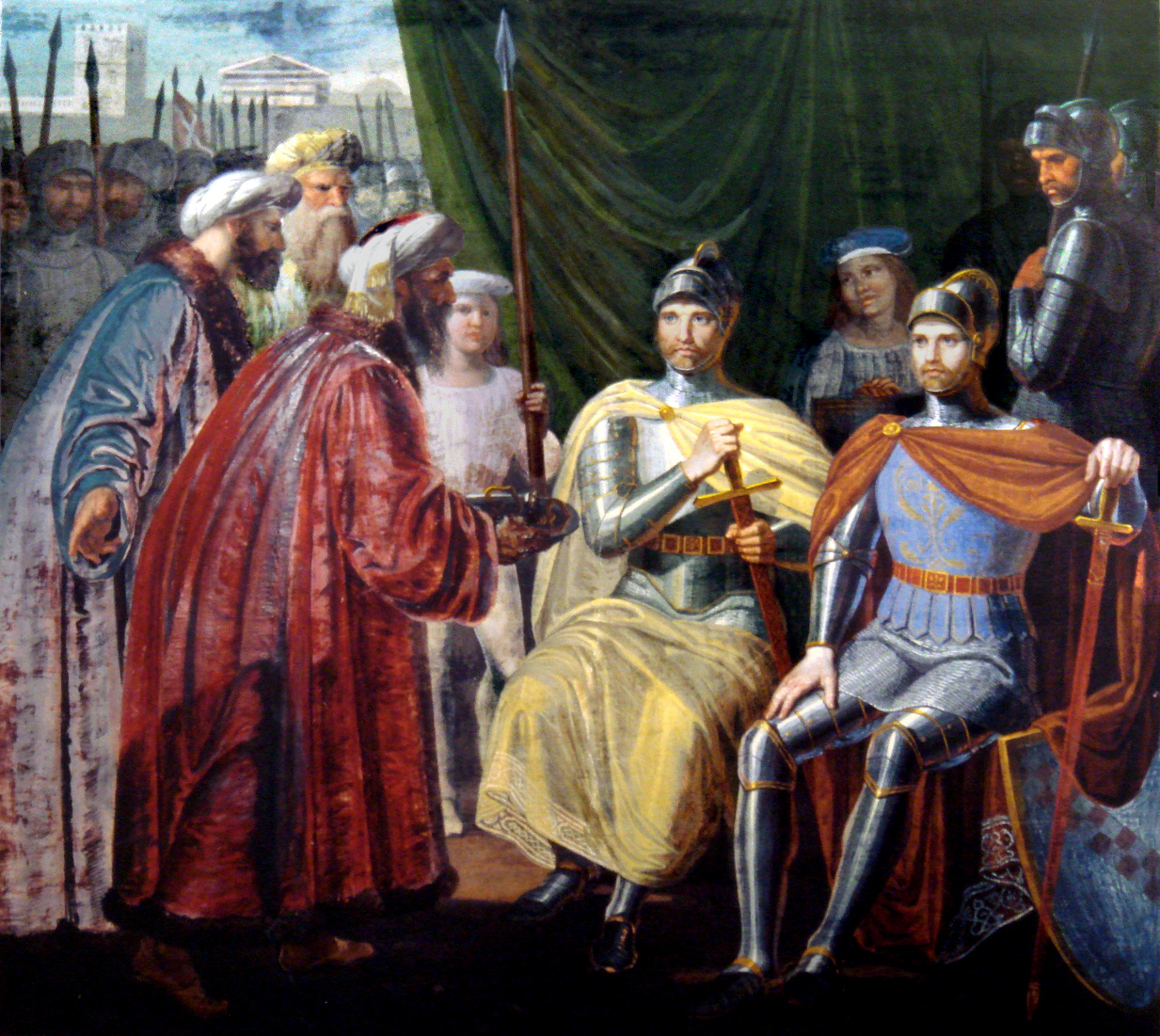
Roger Ier recevant les clefs de Palerme en 1071, fresque de Giuseppe Patania, (1830), Palais des Normands, chambre jaune, Palerme

En 1063 a lieu le sac de Palerme, sous la direction de l'amiral pisan Giovanni Orlando. Les Pisans brûlent cinq bâtiments de transport byzantins et en capturent un sixième. La cathédrale de Pise et la place des Miracles sont construites avec un dixième du butin rapporté de Sicile,.
En 1068, les Normands sont à nouveau vainqueurs contre les Arabes, à la bataille de Misilmeri. Cette victoire ouvre le chemin de Palerme et permet d'envisager la conquête de l'ouest de la Sicile. Quelques années plus tard, Guiscard, qui a chassé définitivement les Byzantins d'Italie avec la prise de Bari en avril 1071, commence le siège de Palerme par mer, tandis que son frère Roger prend la ville à revers, par voie terrestre. Cette année-là, le comté de Sicile est créé. L'ancienne capitale des gouverneurs et des émirs de Sicile n'est finalement prise par le comte Roger qu'en 1072, après 241 années de domination musulmane. Cet événement ouvre la voie à la conquête de la totalité de l'île.
En 1077, Trapani, l'un des deux derniers bastions musulmans de l'ouest de l'île, est prise à son tour par Roger et son fils Jourdain de Hauteville. En 1079, Taormine est prise elle aussi. Cependant, le caïd de Syracuse, Ibn `Abbâd Benavert, menant une résistance acharnée, vainc le gouverneur de Catane, un musulman converti au christianisme, en 1081 ; mais la ville est reprise par Jourdain de Hauteville, Robert de Sourdeval et Elias Cartomi lors d'une attaque surprise. Peu après la rébellion d'un vassal de son père, Angelmar (1082), Jourdain de Hauteville se révolte lui aussi en Sicile, soutenu par quelques barons, profitant de l'absence du comte de Sicile, rappelé sur le continent. Il s'empare de Mistretta et de San Marco d'Alunzio, puis marche sur Troina, espérant qu'il pourrait mettre la main sur le trésor de son père. Ce dernier revient en toute hâte en Sicile, craignant de voir son fils chercher refuge auprès des Musulmans, et étouffe la révolte. Jourdain, croyant obtenir facilement le pardon de son père, décide de cesser les hostilités et vient de lui-même à sa rencontre. Une fois maître de Jourdain et de ses complices, Roger fait crever les yeux aux douze principaux coupables et fait craindre pendant quelques jours à son fils d'avoir à subir un pareil châtiment ; finalement, à la demande de son entourage, Roger consent à pardonner à son fils.
En 1086, Benavert s'oppose en personne au comte de Sicile devant Syracuse, son fief assiégé. Mais, le 25 mai, il meurt accidentellement. Couvert d'une lourde armure, il chute et tombe à l'eau, coulant à pic à cause du poids de celle-ci. Syracuse finit par tomber en octobre.
Entre-temps, la mort de son puissant frère en juillet 1085 laisse Roger totalement libre de ses actes. Il devient le seul véritable maître de la Sicile qu'il organise en comté en y introduisant notamment le système féodal, tout en gardant Mileto, en Calabre, comme capitale de ses possessions. C'est le début de la Sicile normande, une ère de prospérité faisant la continuité de l'époque musulmane. Roger s'y montre tolérant, respectant les différentes identités, coutumes et religions de l'île. En effet, une fois la guerre finie, il autorise les Musulmans qui le souhaitent, berbères ou arabes, à rester dans l'île. Juifs, musulmans, et chrétiens orthodoxes ne subissent pas de persécutions.
Après cet événement, le caïd de Castrogiovanni, Hammûd, se soumet à Roger et se convertit au christianisme. Le comte normand lui donne de vastes fiefs en Calabre. La conquête de l'île est achevée en février 1091 avec la prise de Noto, ville où se sont réfugiés la veuve et le fils de Benavert. La puissance musulmane en Sicile a définitivement disparu.
En 1090, Jourdain de Hauteville obtient le commandement de la Sicile, pendant que son père part à la conquête de Malte. Durant l'année 1091, Roger prend Malte et soumet la ville fortifiée de L-Imdina, tout en laissant au gouverneur arabe la possibilité de la conserver en échange d'un lourd tribut annuel.

### Le comté sous RogerIer

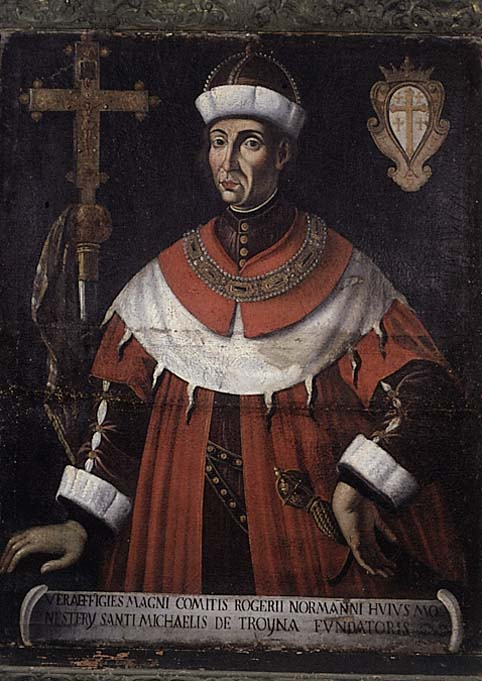
Roger Ier de Sicile

Lorsque la Sicile et Malte sont totalement conquises et que Roger Ier de Sicile (1031-1101), dit le Bosso, n'a plus à s'occuper des Sarrasins, sa principale occupation est d'ordre religieux : il rétablit les églises (comme la Cathédrale de Messine), fonde des évêchés et établit des abbayes pour les grands ordres qu'il dote richement.
En 1098, le comte de Sicile est nommé Légat né du siège apostolique par une bulle du Pape Urbain II donnée à Salerne qui stipule que l’Église romaine n'établira aucun légat apostolique dans les États en possession de Roger et de ses descendants sans leur consentement. Cette bulle est à l'origine du Tribunal de la Monarchie dont le juge est commis par le roi et porte le titre de Légat du Saint-Siège.
Roger, le « Grand comte », meurt de causes naturelles le 22 juin 1101 (à 70 ans) dans son fief de Mileto en Calabre où il est inhumé dans l'église de la Sainte-Trinité. Ce décès survient alors que son fils aîné, Jourdain de Hauteville, est déjà mort de fièvres violentes depuis un peu moins de dix ans. C'est donc son onzième enfant, qu'il a eu avec sa femme Adélaïde de Montferrat, nièce du Marquis Boniface de Savone, Simon de Sicile, qui lui succède.

### Le comté sous Simon de Sicile et la régence de sa mère
Simon de Sicile (1093-28 septembre 1105) est le second comte de Sicile, qu'il commence à gouverner en 1101, à la suite de son père Roger Ier de Sicile. Simon, âgé de 8 ans, étant alors encore trop jeune pour gouverner, est placé sous tutelle de sa mère, la comtesse Adélaïde de Montferrat, qui devient ainsi la régente de Sicile. Celle-ci marie une de ses filles à Robert de Bourgogne, un des fils du duc de Bourgogne et lui-même petit-fils du roi de France, à condition que ce dernier vienne l'aider à gouverner la Sicile.
Malheureusement, peu de chroniques et de documents sur son court règne subsistent et l'une des seules sources fiables est celle d'Alexandre de Telese, un abbé et un chroniqueur de langue latine vivant dans l'Italie méridionale de la première moitié du XIIe siècle. Celui-ci raconte notamment que le jeune comte se fait frapper par son frère cadet Roger, qui est alors âgé de cinq ans et qui le menace en plus de lui enlever plus tard tous les biens qu'il a hérités de leur père.
Simon de Sicile meurt le 28 septembre 1105 après quatre ans de régence de sa mère. Son frère Roger II lui succède.

### Roger II de Sicile: du comté au royaume

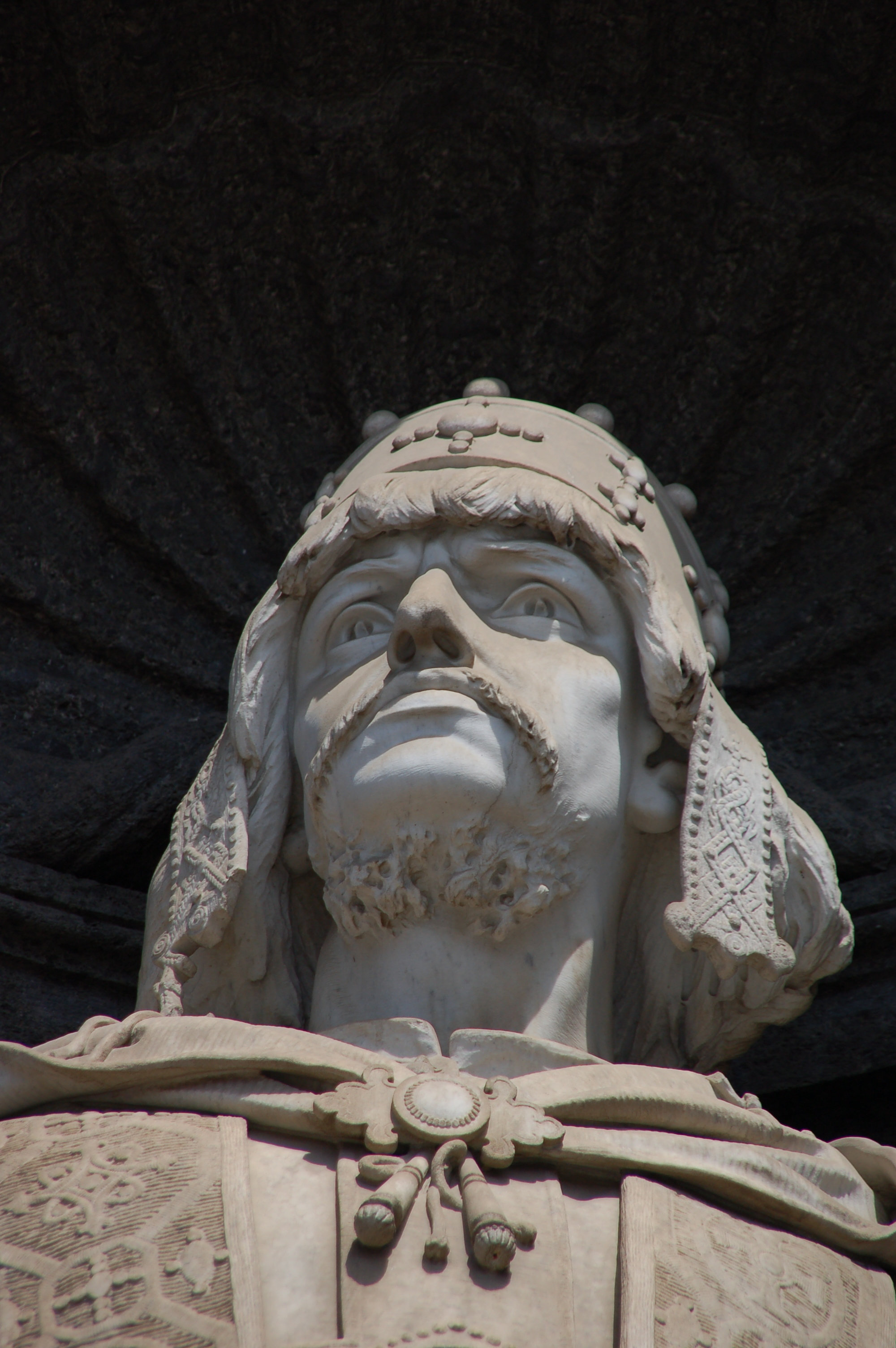
Roger II de Sicile, Tête de la statue de la façade du Palais royal de Naples

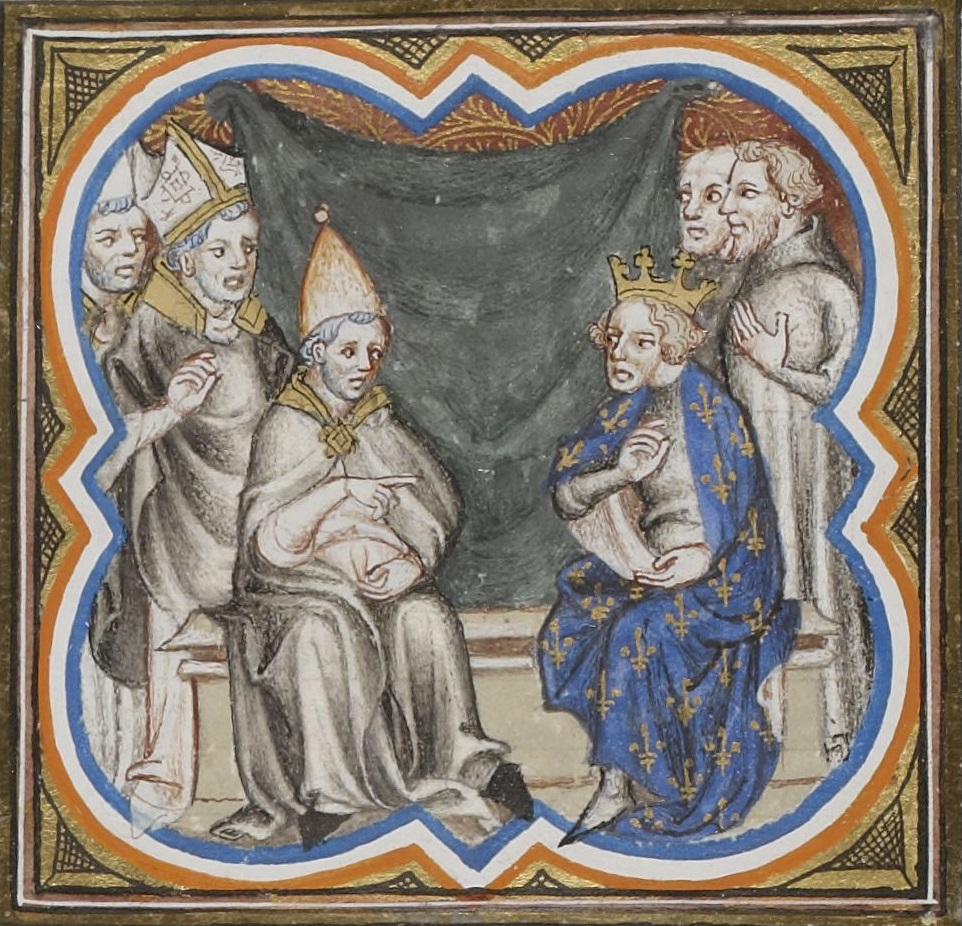
Le Pape Pascal II et Philippe Ier (roi des Francs)

Lorsque Roger II de Sicile hérite du comté de Sicile et de plusieurs terres en Calabre et en Pouilles à la mort de son frère Simon de Sicile en 1105, il est encore trop jeune pour gouverner et c'est donc sa mère la comtesse Adélaïde de Montferrat, qui a déjà tenu le titre de régente sous son frère Simon, qui garde le comté sous tutelle jusqu'en 1112. Un des premiers gestes du comte Roger II est d'envoyer un présent de mille onces d'or au Pape Pascal II et de mander l’évêque Guillaume de Syracuse au concile de Latran qui se tient en mars 1112 et où cet évêque gagne la qualité de Député des évêques de Sicile.
En 1113, Roger II marie sa mère au roi Baudouin Ier de Jérusalem, faisant ainsi une alliance stratégique avec une grande puissance d'Europe. En 1117, la mère de Roger est répudiée par le roi de Jérusalem pour ré-épouser son ancienne femme (une princesse arménienne) qu'il a abandonnée au profit d'Adélaïde de Montferrat. Celle-ci meurt l'année suivante, en 1118. La même année, Roger II se marie avec Elvire de Castille, fille du roi Alphonse VI de Castille. En 1122, son jeune cousin, Guillaume d'Apulie, lui laisse la totalité de la Sicile et de la Calabre. Roger II profite de ce point d'appui pour envahir la Basilicate en entrant par Montescaglioso deux ans plus tard.
Le 26 juillet 1127 à Salerne, le duc Guillaume d'Apulie meurt prématurément sans héritier légitime connu. Bien que son plus proche parent soit Bohémond II d'Antioche, prince de Tarente et prince d'Antioche, c'est Roger II qui prend les titres de prince de Salerne et duc d'Apulie, de Calabre et de Sicile à sa mort. Pour assurer la légitimité de cette succession, il se fait sacrer prince de Salerne, puis grand duc de Pouille en 1128. Roger II possède ainsi la plus grande partie des terres normandes en Italie du Sud et même au-delà. En effet, depuis 1117, il lance des raids sur les côtes africaines, mais, sans succès. Il reconquiert toutefois l'île de Malte perdue auparavant.
En 1129, lorsque son ancien ennemi Bohémond II d'Antioche meurt, Roger II forme des prétentions sur la principauté d'Antioche, mais celles-ci n’aboutissent à rien, car c'est le gendre de Bohémond II qui en devient le prince.
L'antipape Anaclet II, alors maître de Rome, investit son beau-frère, Roger II de Sicile, à Palerme le 25 décembre 1130 en échange de son soutien contre Innocent II. Roger devient ainsi roi de Sicile, comprenant la Sicile, la Calabre et les Pouilles.

## Société et culture

### Religion

#### Un catholicisme indépendant
L'invasion de la Sicile par les Normands, située entre le schisme de 1054 et l'appel à la première croisade de 1095, est le résultat d'un retournement d'alliance de la papauté qui a décidé de s'allier aux Normands. Le pape Urbain II les a poussés à envahir la Sicile occupée par les Sarrasins et à la réorganiser selon le modèle chrétien, avec des diocèses et des paroisses.
Dès la conquête, le comte Roger pourvoit aux sièges vacants d'une hiérarchie ecclésiastique catholique vacante depuis des siècles dans un total esprit d'indépendance, notamment ceux de Palerme, Syracuse, Agrigente et Mazara dès 1089. Ces investitures laïques sont en contradiction avec les canons de la Papauté qui se bat pour imposer la primauté du spirituel sur le temporel dans la Querelle des Investitures. Toutefois, l'appui du Comté de Sicile est pour le Pape si important dans sa lutte contre le Saint-Empire romain germanique qu'il finit par accéder à ces nominations. Mieux, il consacre l'indépendance de l'Église normande de Sicile par une bulle pontificale du 5 juillet 1098 depuis Salerne qui donne au Grand Comte Roger la Légation de Saint Pierre sur toute la Sicile en remerciement de son dévouement fidèle à l'Église.

#### Tolérance religieuse
Sous la Sicile musulmane, les groupes religieux étaient inégalement répartis sur le territoire sicilien :
- les chrétiens (environ 45 % de la population) étaient pour la plupart de rite byzantin et étaient surtout présents dans le nord-est de l'île ;
- la population arabo-musulmane (environ 45 % de la population) était répartie à l'ouest de Palerme et Agrigente ;
- les juifs représentaient environ 10 % de la population sicilienne[33].

Soutenant le rite byzantin, alors que le nombre de fidèles est en baisse en Italie du Sud, les rois normands construisent ou refondent dans la région de Messine des monastères basiliens affaiblis par la domination arabe : Saint-Philippe de Demenna, Sainte-Marie de Mili, Saints-Pierre-et-Paul d'Itala et Saint-Sauveur de Bordonaro sous Roger Ier, Saints-Pierre-et-Paul d'Agrò et Saint-Sauveur de Messine sous Roger II, lequel place les monastères de rite grec sous l'autorité de l'archimandrite de Messine. Ils favorisent également l'ordre bénédictin et construisent de nouvelles mosquées.
Sous Roger II, le royaume normand de Sicile, où vivent ensemble Normands, Juifs, Arabo-musulmans, Grecs byzantins, Lombards et Siciliens de souche, se caractérise par sa nature multi-ethnique et sa tolérance religieuse. Le rêve de Roger II aurait été de créer un empire englobant l’Égypte fatimide et les États latins d'Orient.

#### Mise en perspective dans le cadre du schisme de 1054
La conquête de la Sicile par les Normands tient un rôle important dans le schisme de 1054, qui marque la séparation de l'Église catholique d'Occident et de l'Église orthodoxe d'Orient.
Au début du XIe siècle, le sud de l'Italie est divisé à peu près également entre des terres de l'Empire byzantin et les terres de divers seigneurs lombards. Une des raisons pour lesquelles la papauté encourage les Normands à prendre la Sicile et le sud de l'Italie est la tentative des catholiques de prendre le contrôle des églises qui étaient tombées aux mains du Patriarche de Constantinople.
En Sicile, les papes ont vu dans la conquête normande l'opportunité de convertir les musulmans aussi bien que les chrétiens de rite byzantin qui représentent une grande partie de la population,. Dans un premier temps, les Normands ont placé des évêques de rite grec, comme à Palerme avec Nicodème, Archevêque de Palerme à partir de 1065, qui fut obligé par la suite de s'exiler en dehors de Palerme d'où il exerça ses fonctions en secret. Ainsi, petit à petit, les évêques grecs sont tous remplacés par des évêques latins.
Les incursions des Normands dans les îles grecques et les Balkans font détester les Normands aux Byzantins. En 1098, le Conseil de Bari auquel assiste le Pape Urbain II, décide de l'annexion de l’Église grecque des Pouilles à l'Église catholique.

### Langue

#### Langues officielles
Bien que la langue de la cour soit le français, tous les édits royaux étaient rédigés en latin, grec, arabe ou hébreu, selon le groupe auquel ils étaient adressés,. En effet, les langues de tous les groupes ethniques vivants en Sicile étaient respectés : l'hébreu, le latin (langue des Normands, des Bretons, des Provençaux et des Lombards), le grec (langue des Hellènes et des Byzantins) et l'arabe (langue des Arabes et des Berbères).

#### Le gallo-italique de Sicile

Territoire d'influence lombarde.

Après le mariage en 1089 entre Roger Ier de Sicile et Adélaïde del Vasto, descendante de la famille des Alérame (en italien Aleramici), de nombreux colons lombards originaires des possessions des Alérame dans le Piémont et la Ligurie s'installent sur la partie centrale et orientale de la Sicile (Oppida Lombardorum). Ces colons lombards furent dirigés par Enrico del Vasto (1079-1137), frère cadet d'Adélaïde, qui portait les titres de Chef des Alérames de Sicile, et de Comte des Lombards de Sicile.
Roger Ier de Sicile favorise longtemps les immigrés latins, comme les soldats et mercenaires lombards (pour la plupart venant de la région de Montferrat) et français (de Normandie, de Provence et de Bretagne), qui arrivent en masse en Sicile. Ceux-ci occupent des villages entiers comme ceux de Nicosia, Sperlinga, Piazza Armerina, Valguarnera Caropepe, Aidone, San Fratello, Acquedolci, San Piero Patti, Montalbano Elicona, Novara di Sicilia et Fondachelli-Fantina.
Ces colons sont à l'origine du dialecte gallo-sicilien, mélange de sicilien et de lombard, qui a su se maintenir jusqu'à nos jours.

#### Traductions
Dès la fin du XIe siècle et au cours du XIIe siècle, la Sicile est, avec l'Espagne, terre de contact entre monde musulman et monde latin, un carrefour et un foyer de traduction de l'arabe au latin. Des Arabes participent aux traductions, mais l'essentiel des traducteurs vient du monde latin, notamment des Normands mais aussi des Lombards d'Italie du sud.
L'école fondée à Salerne en Italie du sud par Robert Guiscard et l'archevêque de Salerne au XIe siècle sert de base à ce foyer sicilien de traduction, particulièrement vigoureux au XIIe siècle, notamment sous le règne de Roger II et ses successeurs lorsque le Comté de Sicile devient Royaume.
C'est en particulier la science grecque qui est traduite par l'intermédiaire du trilinguisme du comté, notamment les ouvrages d'Aristote. Les mathématiciens arabes sont aussi traduits, en particulier par Jean de Palerme.

### Administration et justice

#### Administration
Largement minoritaires, les Normands laissent en place l'administration arabe en intégrant à sa tête quelques Arabes syriens chrétiens immigrés. Ainsi, les musulmans conservent leurs qadis, juges coutumiers de droit musulman.
Un droit collectif normand est rédigé et traduit dans les trois langues officielles : en latin, en grec et en arabe pour tous les textes officiels, notamment administratifs. Ce droit, inspiré du droit coutumier normand et du droit romain, ne supprime pas les droits particuliers de chaque communauté qui restent en vigueur : la loi coranique (charia) pour les musulmans et le droit byzantin (notamment le Code Justinien) pour les Grecs.

#### Le Parlement
En 1097, Roger Ier crée le Parlement sicilien à Mazara del Vallo. Ce parlement, à l'origine itinérant, est considéré comme un des premiers parlements modernes de l'histoire,.
Le Parlement sicilien est constitué de trois branches : la Féodale (Feudale), l’Ecclésiastique (Ecclesiastico) et la Domaniale (Demaniale). La première est composée de membres de la noblesse, la seconde par le clergé et la troisième par les représentants des cités domaniales siciliennes.

#### Législation
Héritant de l'administration juridique islamique, une influence significative de la loi islamique et de la jurisprudence s’est exercée sur le droit normand. Une hypothèse soutient que la loi islamique aurait influencé la Common law à travers la Conquête normande de l'Angleterre.

#### Féodalité
Durant l'époque normande, presque toute la noblesse est d'origine franque et tout particulièrement normande. Il n'existe pas en Sicile de grande noblesse (comtes et autres grands féodaux), contrairement à la partie continentale des royaumes normands : la féodalité se limite aux barons et aux chevaliers qui sont à la tête de petits fiefs directement soumis au roi.
Les barons ne sont que des fonctionnaires royaux tenant un rôle militaire. En effet, les fiefs sont directement distribués par le roi et de ce fait sont dépendants de lui.
La féodalisation de la Sicile laisse de vastes espaces de résistance arabes. Des chefferies musulmanes, à l'origine non féodale, sont ainsi transformées en entités territoriales dirigées par la toute nouvelle aristocratie mudéjare. La féodalité normande en Sicile est donc caractérisée par la forte capacité de compromis de celle-ci avec le passé arabo-musulman.

### Architecture et art

#### L'architecture arabo-normande

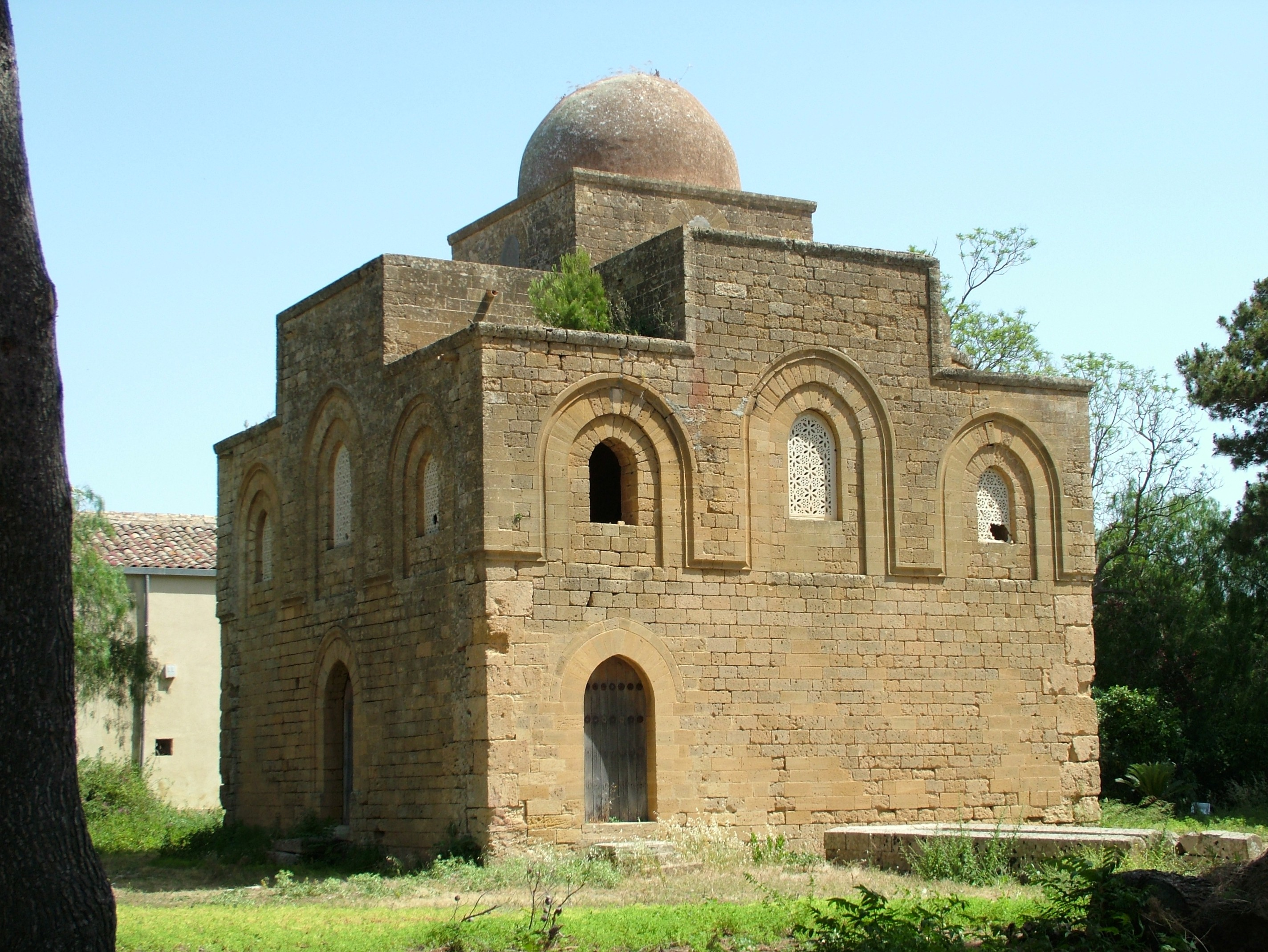
La Cuba di Delia (début du XII)

Les Normands ont réalisé diverses constructions dans ce qu’on appelle le style arabo-normand. Ils ont intégré les meilleures pratiques de l’architecture arabe et byzantine à leur propre art. En effet, l'architecture arabo-normande est située au croisement entre l'architecture normande, l'architecture islamique et l'architecture byzantine. Plusieurs exemples d'architecture arabo-normande bâtis durant le Comté de Sicile sont encore visibles aujourd'hui : le Palais des Normands, l'église Saint-Jean des Ermites (1136), le château de Paternò (1072), l'arche normande de Mazara del Vallo (1072), l'église Notre-Dame de Giummare (1100-1103), la Cuba di Delia (début du XIIe siècle) et l'église San Nicolò Regale (1124).
Sous les Arabes et les Byzantins, le principal système de défense est la cité fortifiée (telle que celle de Castrogiovanni). Le château est apporté en Sicile par les Normands au XIe siècle durant la période nommée d'Incastellamento (traduit en français par enchâtellement). Ceux-ci construisent des châteaux suivant les techniques en vigueur en Normandie : les châteaux sont d'abord des mottes castrales, puis des châteaux en pierre dont la principale fonction n'est pas la défense ni la protection, mais de symboliser la puissance des seigneurs normands.

#### L'art arabo-normand
De nombreuses techniques artistiques du monde islamique ont également été intégrées pour former la base de l’art arabo-normand : incrustations de mosaïques ou de métaux, sculpture de l’ivoire ou du porphyre, sculpture des pierres dures, fonderies de bronze, fabrication de la soie.

### Économie et monnaie

#### Économie
L'économie du comté repose essentiellement sur l'agriculture. Celle-ci s'appuie entre autres sur la production de céréales, la culture du mûrier, le vin, le coton, la canne à sucre, les oranges, les agrumes et la palme héritage de la civilisation musulmane.
Roger II a établi un ergasterium regium, une entreprise d’État accordant le monopole de la fabrication de la soie à la Sicile pour toute l’Europe.
Le finage des villages est pratiquement achevé.
Le comté pratique le commerce.
L'activité industrielle repose essentiellement sur l'extraction du soufre de l'Etna et de la production du sel gemme.
La santé du tarì est un signe positif de la santé économique du comté.

#### Monnaie

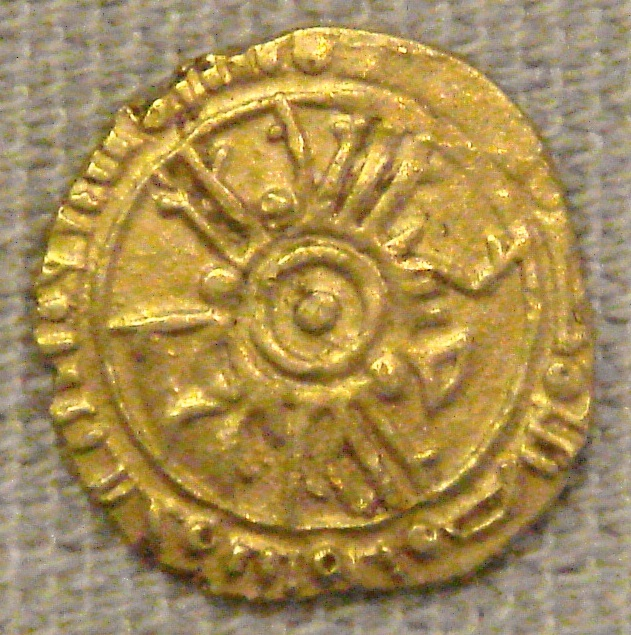
tarì en or de Roger II avec écriture arabe

La monnaie en vigueur pendant la période normande de la Sicile est d'abord le ¼ dinar. Cette monnaie est instaurée au IXe siècle par les émirs arabes de Sicile dont le choix est de ne pas frapper le dinar comme partout dans le monde arabe (celui-ci pesait habituellement 4,25 g), mais sa division : le ¼ Dinar,. Cette monnaie spécifiquement sicilienne a été remplacée, par la suite, par une de ses variantes : le tarì, qui reste la monnaie en vigueur en Italie du Sud jusqu'à la chute du royaume de Naples en 1816. Il s'agit à l'époque de l'une des rares monnaies d'or en Occident (avec le maravédis), jusqu'au XIIIe siècle ; en effet, le reste du continent européen est passé à l'argent dès le XIe siècle.
Le tarì (ou tarin) est une monnaie d'or dont les musulmans de Sicile faisaient déjà usage et qui porte deux légendes circulaires en style Kufi. Les comtes de Sicile continuent à frapper cette monnaie, en conservant son type arabo-musulman.

## Liste des comtes de Sicile
| Rang                                                               | Portrait                                                                                 | Nom                                                                 | Règne       | Dynastie   | Notes | Armoiries                                                                    |
| ------------------------------------------------------------------ | ---------------------------------------------------------------------------------------- | ------------------------------------------------------------------- | ----------- | ---------- | --- | ---------------------------------------------------------------------------- |
| 1                                                                  | Gravure en noir et blanc représentant deux hommes habillés en blanc et portant un casque | Roger Ier le Grand (vers 1031 – 22 juin 1101) mort à 70 ans environ | 1085 – 1101 | Hauteville | Roger Ier, dit le « Bosso », puis le « Grand comte », est un aventurier normand du XIe siècle. Conquérant de la Sicile musulmane, il est à l'origine du comté de Sicile. | Image d'un blason bleu avec en diagonale au centre des motifs rouge et blanc |
| 2                                                                  | Image d'un point d'interrogation                                                         | Simon Ier (1091 – 1105) mort à 14 ans environ                       | 1101 – 1105 | Hauteville | Simon de Sicile est un prince normand de Sicile appartenant à la famille Hauteville. Né probablement à Mileto en Calabre en 1091 ou 1093, il est le fils aîné du comte Roger Ier de Sicile dit le « Grand comte » et de Adélaïde de Montferrat. Il succède à son père le 22 juin 1101, devenant comte de Sicile, il meurt prématurément à Mileto, en 1105 alors qu'il est adolescent. Son frère cadet Roger, encore enfant, lui succède sous la régence de leur mère. | Image d'un blason bleu avec en diagonale au centre des motifs rouge et blanc |
| Régence (1105 -1112): Adélaïde de Montferrat, épouse de Roger Ier. |                                                                                          |                                                                     |             |            | | Image d'un blason bleu avec en diagonale au centre des motifs rouge et blanc |
| 3                                                                  | Mosaïque représentant un homme couronné béni par un homme portant une auréole            | Roger II (22 décembre 1095 – 26 février 1154) mort à 59 ans         | 1105 – 1130 | Hauteville | Roger II est le fondateur du royaume de Sicile (1130), souvent qualifié de « Sicile normande » ou de « royaume normand de Sicile ». | Image d'un blason bleu avec en diagonale au centre des motifs rouge et blanc |

### Crédit d'auteurs
- Cet article est partiellement ou en totalité issu de l'article intitulé « Conquête normande de l'Italie du Sud » (voir la liste des auteurs).
- Cet article est partiellement ou en totalité issu de l'article intitulé « Émirat de Sicile » (voir la liste des auteurs).
- Cet article est partiellement ou en totalité issu de l'article intitulé « Parlement sicilien » (voir la liste des auteurs).

- (it) Cet article est partiellement ou en totalité issu de l’article de Wikipédia en italien intitulé « Contea di Sicilia » (voir la liste des auteurs).

- (en) Cet article est partiellement ou en totalité issu de l’article de Wikipédia en anglais intitulé « Norman conquest of southern Italy » (voir la liste des auteurs).